# Ocksjön, Västernorrland
Ej att förväxla med Ockesjön i Jämtland
Ocksjön är en sjö i Bräcke kommun och Ånge kommun i Medelpad och ingår i Ljungans huvudavrinningsområde. Sjön har en area på 1,68 kvadratkilometer och ligger 406,1 meter över havet. Sjön avvattnas av vattendraget Länsterån.

## Delavrinningsområde
Ocksjön ingår i det delavrinningsområde (694415-145613) som SMHI kallar för Utloppet av Ocksjön. Medelhöjden är 431 meter över havet och ytan är 9,85 kvadratkilometer. Det finns inga avrinningsområden uppströms utan avrinningsområdet är högsta punkten. Länsterån som avvattnar avrinningsområdet har biflödesordning 2, vilket innebär att vattnet flödar genom totalt 2 vattendrag innan det når havet efter 187 kilometer. Avrinningsområdet består mestadels av skog (48 procent) och sankmarker (14 procent). Avrinningsområdet har 1,67 kvadratkilometer vattenytor vilket ger det en sjöprocent på 17 procent.